# Парфьоново (Великоустюзький район)
Парфе́ново (рос. Парфёново) — присілок у складі Великоустюзького району Вологодської області, Росія. Входить до складу Зарічного сільського поселення.

## Населення
Населення — 7 осіб (2010; 12 у 2002).
Національний склад (станом на 2002 рік):
- росіяни — 100 %